# Веприк (притока Ірпеня)
Веприк, Кіршин — річка в Україні, у Фастівському районі Київської області. Права притока Ірпеня (басейн Дніпра).

## Опис
Довжина річки приблизно 6,4 км.

## Розташування
Бере початок у селі Веприк. Тече переважно на південний захід через Млинок і впадає у річку Ірпінь, праву притоку Дніпра.

## Цікавий факт
- У минулому на річці біля гирла працював водяний млин